# Aérodrome de Puivert
L’aérodrome de Puivert (code OACI : LFNW) est un aérodrome agréé à usage restreint, situé à 1 km au sud-est de Puivert dans l’Aude (région Languedoc-Roussillon, France).
Il est utilisé pour la pratique d’activités de loisirs et de tourisme (planeurs).

## Installations
L’aérodrome dispose d’une piste en herbe orientée sud-nord (14/32), longue de 720 m et large de 100.
L’aérodrome n’est pas contrôlé. Les communications s’effectuent en auto-information sur la fréquence de 120,005 MHz.

## Activités
- Club aéronautique Quillan Puivert.